# ماسامی ناگاساوا
ماسامی ناگاساوا (انگلیسی: Masami Nagasawa؛ زادهٔ ۳ ژوئن ۱۹۸۷) یک هنرپیشه و مدل اهل ژاپن است.
او جایزه بهترین بازیگر زن از جشنواره فیلم ماینیچی برای فیلم پیش از این که ناپدید شویم دریافت کرده است.

## فیلم‌شناسی

### فیلم
| سال  | نام                             | نقش                      |
| ---- | ------------------------------- | ------------------------ |
| ۲۰۰۴ | گودزیلا: جنگ‌های نهایی           | Shobijin                 |
| ۲۰۰۵ | تاچ                             | می‌نامی آساکورا           |
| ۲۰۰۸ | خانه مکعب‌های کوچک               | راوی                     |
| ۲۰۱۱ | بر فراز تپه شقایق               | اومی ماتسوزاکی (صداپیشه) |
| ۲۰۱۴ | گذرگاه اولین قسمت               | ماساکو شیمورا            |
| ۲۰۱۵ | خواهر کوچک ما                   | یوشینو کودا              |
| ۲۰۱۶ | نام تو                          | میکی اوکودرا (صداپیشه)   |
| ۲۰۱۷ | پیش از این که ناپدید شویم       | نارومی کاسه              |
| ۲۰۱۸ | دورایمون فیلم: جزیره گنج نابیتا | فیونا (صدا)              |
| ۲۰۱۸ | بلیچ                            | ماساکی کوروساکی          |
| ۲۰۱۹ | هتل نقاب پوشان                  | نائومی یاماگیشی          |
| ۲۰۱۹ | پادشاهی                         | Yang Duan He             |
| ۲۰۲۱ | کارآگاه محله چینی‌ها ۳           | آنا کوبایاشی             |
| ۲۰۲۲ | شین اولترامن                    | هیروکو آسامی             |